# Richard Bloomfield
Richard Bloomfield (Norwich, 27 aprile 1983) è un ex tennista britannico.

## Carriera
In carriera in singolare, ad esclusione di tornei futures e challenger, ha vinto solamente quattro partite nei tornei principali, la prima l'argentino Carlos Berlocq che gli ha permesso di raggiungere il secondo turno al torneo di Wimbledon 2006, le altre tre tutte all'Hall of Fame Open di Newport nel 2010 che lo hanno portato fino alla semifinale in cui è stato sconfitto da Mardy Fish.
Nel 2007 sempre a Wimbledon, in coppia con Jonathan Marray, ha raggiunto il terzo turno in doppio in cui è stato sconfitto dai fratelli Bryan.

## Statistiche

### Tornei minori

#### Singolare

##### Vittorie (12)
| Legenda tornei minori |
| Challenger (0)        |
| Futures (12)          |

| N.  | Data              | Torneo                           | Superficie     | Avversario in finale    | Punteggio           |
| 1.  | 22 settembre 2002 | Great Britain F7                 | Cemento indoor | Luke Bourgeois          | 7–6(4), 7–6(3)      |
| 2.  | 16 febbraio 2003  | Great Britain F3                 | Cemento        | Wesley Moodie           | 2-6, 7–6(5), 6-3    |
| 3.  | 10 ottobre 2004   | Great Britain F6, Edimburgo      | Cemento indoor | David Sherwood          | 6(4)–7, 6-2, 7–6(6) |
| 4.  | 6 novembre 2005   | Belgium F2, Sint-Katelijne-Waver | Cemento indoor | Gary Lugassy            | 6-3, 6-3            |
| 5.  | 26 marzo 2006     | Great Britain F4, Manchester     | Cemento indoor | Jean-François Bachelot  | 7-5, 3-6, 7–6(2)    |
| 6.  | 22 ottobre 2006   | Great Britain F16                | Cemento indoor | Conor Niland            | 6-3, 7–6(5)         |
| 7.  | 1º aprile 2007    | Great Britain F7                 | Cemento indoor | Thomas Oger             | 7-5, 7–6(4)         |
| 8.  | 20 gennaio 2008   | Great Britain F1                 | Cemento indoor | Adrian Mannarino        | 6-4, 6-3            |
| 9.  | 2 novembre 2008   | Great Britain F17                | Cemento        | Petru-Alexandru Luncanu | 6-2, 7–6(2)         |
| 10. | 18 settembre 2011 | Great Britain F15                | Cemento        | Alexander Ward          | 6(6)–7, 3-6, 6-4    |
| 11. | 26 febbraio 2012  | Croatia F2, Zagabria             | Cemento indoor | Toni Androić            | 6-4, 6-2            |
| 12. | 16 settembre 2012 | Great Britain F16                | Cemento indoor | Daniel Evans            | 6(4)–7, 6(2)–7      |

##### Finali perse (12)
| Legenda tornei minori |
| Challenger (2)        |
| Futures (10)          |

| N.  | Data              | Torneo                           | Superficie       | Avversario in finale | Punteggio        |
| 1.  | 7 luglio 2002     | Kenya F1, Mombasa                | Cemento          | Walid Jallali        | 3-6, 3-6         |
| 2.  | 21 settembre 2003 | Great Britain F9, Sunderland     | Cemento indoor   | Jonathan Marray      | 4-6, 6(3)–7      |
| 3.  | 1º febbraio 2004  | Bahrain F1                       | Terra rossa      | Uros Vico            | 3-6, 1-6         |
| 4.  | 7 novembre 2004   | Belgium F2, Sint-Katelijne-Waver | Sintetico indoor | Jeroen Masson        | 1-6, 1-6         |
| 5.  | 11 settembre 2005 | Great Britain F11, Nottingham    | Cemento indoor   | Josh Goodall         | 6(5)–7, 6(4)–7   |
| 6.  | 28 gennaio 2007   | Wrexham Challenger, Wrexham      | Cemento indoor   | Michał Przysiężny    | 2-6, 3-6         |
| 7.  | 30 marzo 2008     | Great Britain F4                 | Cemento indoor   | Josh Goodall         | 6-4, 6(4)–7, 4-6 |
| 8.  | 20 luglio 2008    | Manchester Open, Manchester      | Erba             | Bjorn Rehnquist      | 6(8)–7, 6-0, 3-6 |
| 9.  | 9 novembre 2008   | Great Britain F18                | Cemento          | Colin Fleming        | 6(6)–7, 4-6      |
| 10. | 4 ottobre 2009    | U.S.A. F24                       | Cemento          | Ryan Harrison        | 6-4, 3-6, 5-7    |
| 11. | 11 settembre 2009 | Great Britain F14                | Cemento          | Josh Goodall         | 6(4)–7, 2-6      |
| 12. | 19 febbraio 2011  | Croatia F1, Zagabria             | Cemento indoor   | Marek Michalicka     | 6-3, 2-6, 0-6    |